# 동요국
동요(東遼) 또는 동요국(東遼國)은 거란족이 지금의 랴오둥반도 일대에 세운 요나라 부흥운동을 목적으로 세워진 나라이다.
1213년부터 금나라로부터 반란을 일으킨 야율유가가 지금의 랴오닝성 카이위안 시에 건국하여 왕후 요리씨(姚里氏)와 같이 동료국을 다스렸다. 1226년 몽골 제국에 복속되었고 이후 1269년까지 명목상 존속하다가 몽골 제국에 흡수되었다. 연호는 원통(元统)이었다.

## 역대 국왕
- 야율유가 (耶律留哥) : 1213년 - 1220년
- 요리씨 (姚里氏) : 1220년 - 1226년
- 야율설도 (耶律薛阇) : 1226년 - 1238년
- 야율수국노 (耶律收国奴) : 1238년 - 1259년
- 야율고내 (耶律古乃) : 1259년 - 1269년

## 같이 보기
- 후요
- 대진국 (여진)